# Robert Ober
Robert Ober (* 25. Juli 1884 in Bielefeld; ab 1915 heimatberechtigt in Unterengstringen; † 24. Juni 1943 in Zürich) war ein Schweizer Unternehmer.

## Leben und Werk
Robert Ober war der Sohn des Fabrikaufsehers Wilhelm Heinrich Ober. Er absolvierte eine kaufmännische Lehre in einer Wäschefabrik in Bielefeld. Seine Lehr- und Wanderjahre führten ihn nach Nancy, Brüssel und Genf. Ober heiratete 1912 Pauline, Tochter des Franz Bär und arbeitete in Luzern im Textilgeschäft seines Schwiegervaters.
Ober liess sich 1917 mit einem Spezialgeschäft für Damen- und Kinderkonfektionskleidung am Limmatquai in Zürich nieder und eröffnete er vier Jahre später ein Haupthaus bei der Sihlbrücke. Den ersten Ober-Katalog gab er 1922 heraus. Von 1928 bis 1934 wurde in drei Bauabschnitten das Warenhaus Ober im Stil des Neuen Bauens errichtet. Entstanden war das grösste Spezialwarenhaus der Stadt. Für die rund 500 Angestellten wurde 1940 eine «grosszügig dotierte» Fürsorgestiftung eingerichtet. Sohn und Enkel führten das Unternehmen nach Obers Tod bis zur Schliessung 1994 weiter. Gründe waren der Konkurrenzdruck der internationalen Ketten und Shoppingcenter sowie die Lage abseits der Bahnhofstrasse. Robert Ober, der Enkel, eröffnete drei Modegeschäfte an der «Goldküste». Er war zuvor auch Präsident der Zürcher City-Vereinigung gewesen.
Das ehemalige Warenhaus mit dem Schriftzug OBER in «markanter» schräger Leuchtschrift steht unter Denkmalschutz.

## Belege
1. 1 2  Reto Weiss: Robert Ober. In: Historisches Lexikon der Schweiz.  22. April 2009.
2. ↑  Otto Dürr: Das Geschäftshaus Ober in Zürich. In: Schweizerische Bauzeitung, Nr. 22, Band 104 (1. Dezember 1934). S. 249–256. Abgerufen am 8. August 2025.
3. ↑  Früherer City-Präsident erfindet sein Reich neu. In: tagesanzeiger.ch, abgerufen am 8. August 2025.
4. ↑  Lena Schenkel: Zürcher Inventar: Warum eine denkmalpflegerisch schützenswerte Reklametafel schützenswert zürcherisch ist. In: NZZ vom 31. Januar 2020; abgerufen am 8. August 2025.

| Personendaten    | Personendaten              |
| ---------------- | -------------------------- |
| NAME             | Ober, Robert               |
| KURZBESCHREIBUNG | Schweizer Unternehmer      |
| GEBURTSDATUM     | 25. Juli 1884              |
| GEBURTSORT       | Bielefeld, Deutsches Reich |
| STERBEDATUM      | 24. Juni 1943              |
| STERBEORT        | Zürich, Schweiz            |